# 폴리나 아구레예바
폴리나 블라디미로브나 아구레예바(러시아어: Поли́на Влади́мировна Агуреева, 1976년 9월 9일 ~ )는 러시아의 배우, 가수이다.